# Ricci (famiglia)
Ricci è stata una famiglia nobile toscana di tradizione guelfa, protagonista della storia di Firenze tra il XIII e il XIV secolo. Furono in contrapposizione con la nobile famiglia fiorentina degli Albizzi, da cui vennero sconfitti venendo pertanto esiliati dalle cariche cittadine.

## I rami della famiglia
- Ricci dell'Aquila e di Rieti
- Ricci di Asti
- Ricci di Bologna
- Ricci di Casale Monferrato
- Ricci di Casorate
- Ricci di Cuneo
- Ricci di Ferrara
- Ricci di Roma
- Ricci di Genova
- Ricci di Macerata
- Ricci di Montepulciano
- Ricci di Nizza
- Ricci di Pesaro
- Ricci (o Rizzi) di Venezia
- Ricci (o Lisci) di Cattolica

## Personaggi illustri

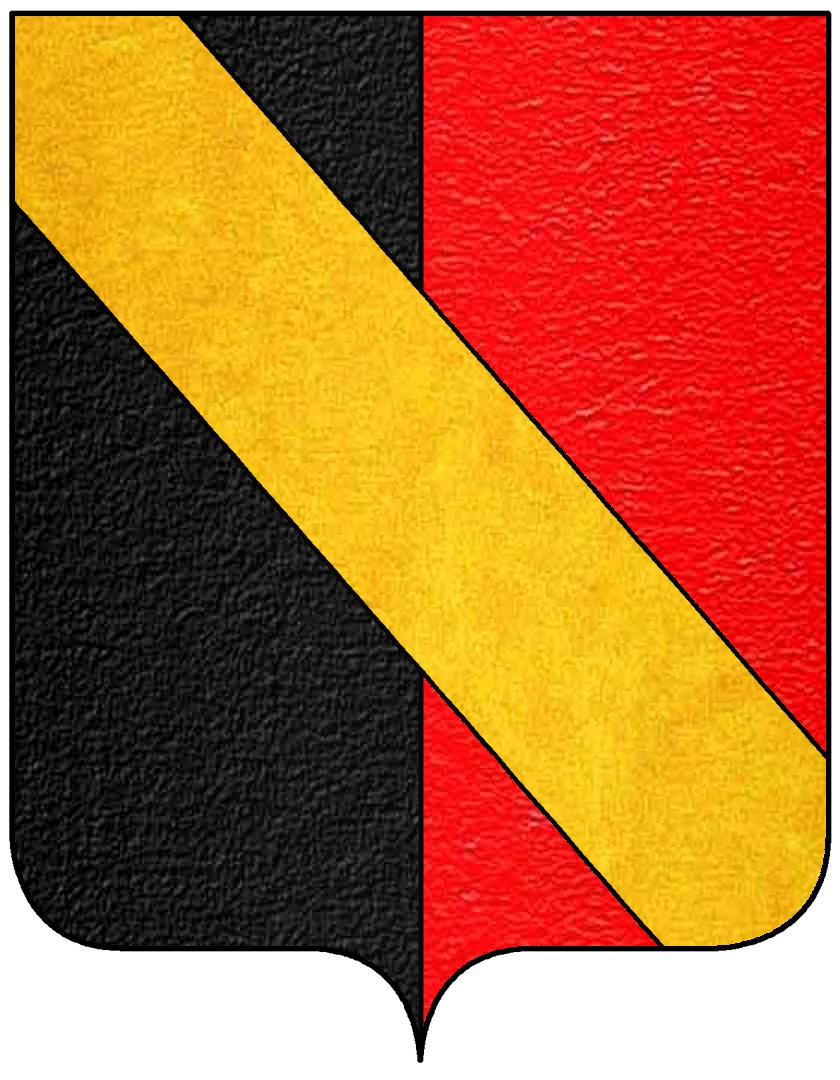
Stemma dei Ricci di Genova

- Rosso Ricci (XIV secolo), politico
- Pietro Ricci (?-1417), vescovo di Arezzo e di Pisa
- Giuliano Ricci (1389-1461), vescovo di Pisa
- Giovanni Ricci (1498-1574), cardinale
- Caterina de' Ricci (1522-1590), religiosa proclamata santa nel 1746
- Matteo Ricci (1552-1610), gesuita e matematico
- Francesco Ricci (1679-1755), cardinale
- Scipione de' Ricci (1740-1810), vescovo di Pistoia e Prato
- Angelo Maria Ricci (1776-1850), poeta
- Alberto Ricci (1808-1876), politico
- Mirko Ricci (1981), Recordman Italiano detentore di 5 Guinness World Record
- Mathias Ricci (detto il Liscio) (2000), Politico italiano del Movimento 5 stelle attivo nel comune di Cattolica

## Proprietà
- Palazzo Ricci-Altoviti a Firenze

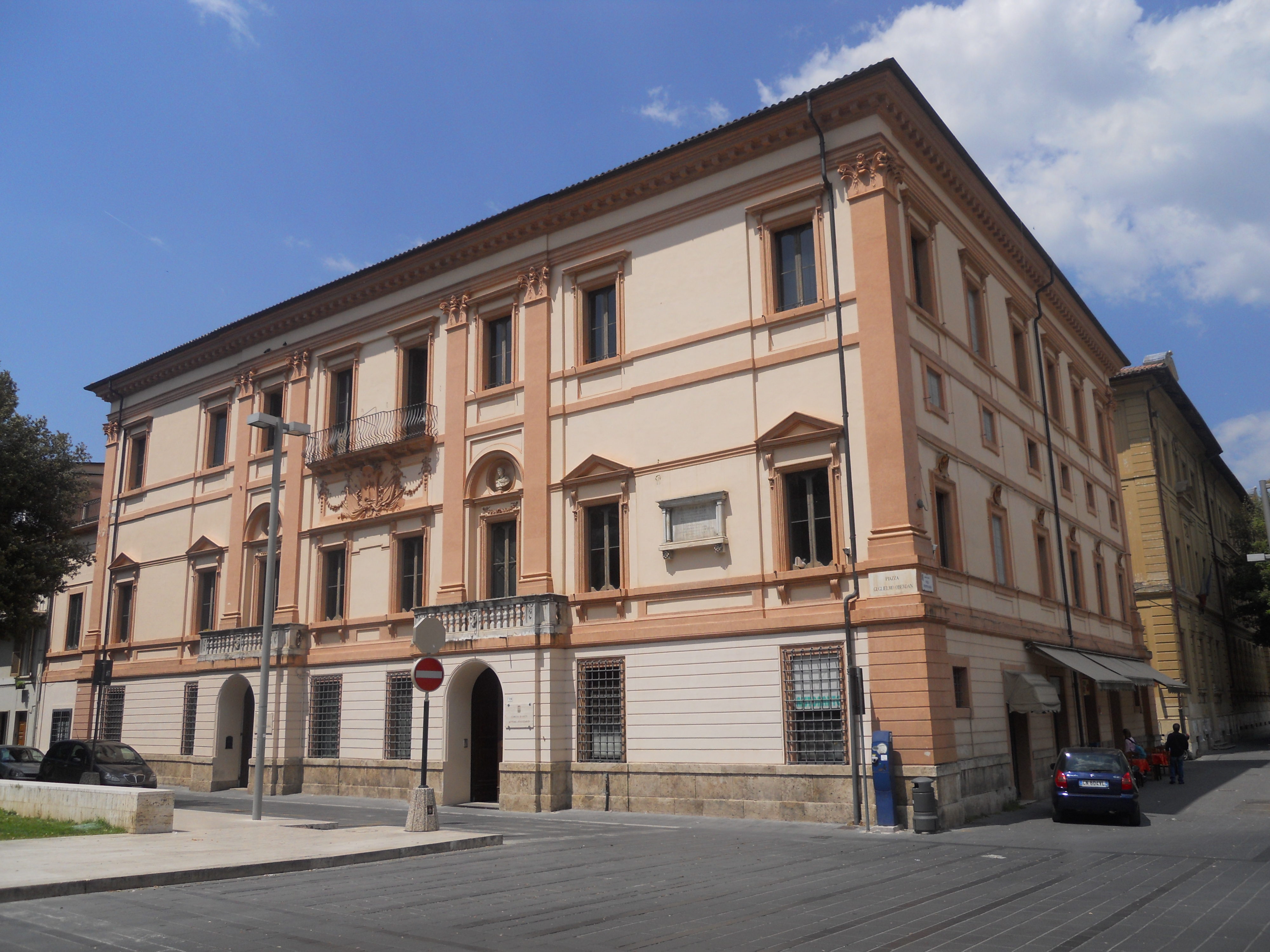
Palazzo Ricci a Rieti

- Palazzo Ricci a Montepulciano (SI)
- Palazzo Ricci a Mopolino di Capitignano (AQ)
- Palazzo Ricci a Rieti
- Palazzo Ricci, oggi noto come Palazzo Sacchetti, a Roma

## Arma
D'azzurro, a sei ricci d'oro, 2, 2 e 2  accompagnati da sette stelle di otto raggi d'argento 2, 3 e 2.